# 天鷹座23
天鷹座23，又名BD+00 4168，HD 180972、SAO 124487、HR 7319，是天鷹座的一颗恒星，视星等为5.1，位于銀經37，銀緯-5.53，其B1900.0坐标为赤經19h 13m 27.2s，赤緯+0° -5.53′ 12″。